# If I Can’t
«If I Can’t» — четвёртый сингл американского рэпера 50 Cent из первого студийного альбома Get Rich or Die Tryin’ (2003). Песня является одной из четырёх, которые спродюсировал Dr. Dre, а также сопродюсер Майк Элисондо. Основная мысль композиции: «Если я не могу что-то сделать, это просто невыполнимо» (англ. If I can’t do it it can’t be done).

## Видеоклип
В начале видео белый мужчина представляет 50 Cent. В клипе можно увидеть Young Buck, Ллойда Бэнкса, Tony Yayo, Dr. Dre и Эминема. Клип состоит из фрагментов живых выступлений и документальных кадров. Этим он напоминает видео Эминема — «Sing for the Moment».

## Список песен
Британский CD-сингл
1. «If I Can'T» — 3:16
2. «Poppin' Them Thangs» (в исполнении G-Unit) — 3:45
3. «In da Club» (Live in New York) — 4:52
4. «If I Can'T» (Music Video) — 3:24
5. «Poppin' Them Thangs» (Music Video) — 3:48

Немецкий CD-сингл
1. «If I Can'T» — 3:16
2. «Poppin' Them Thangs» (в исполнении G-Unit) — 3:45

Австралийский CD сингл
1. «If I Can'T» — 3:16
2. «In da Club» (Live in New York) — 4:52
3. «What Up Gangsta» (Live in New York) — 4:08
4. «If I Can'T» (Instrumental) — 3:08